# Ortenburg

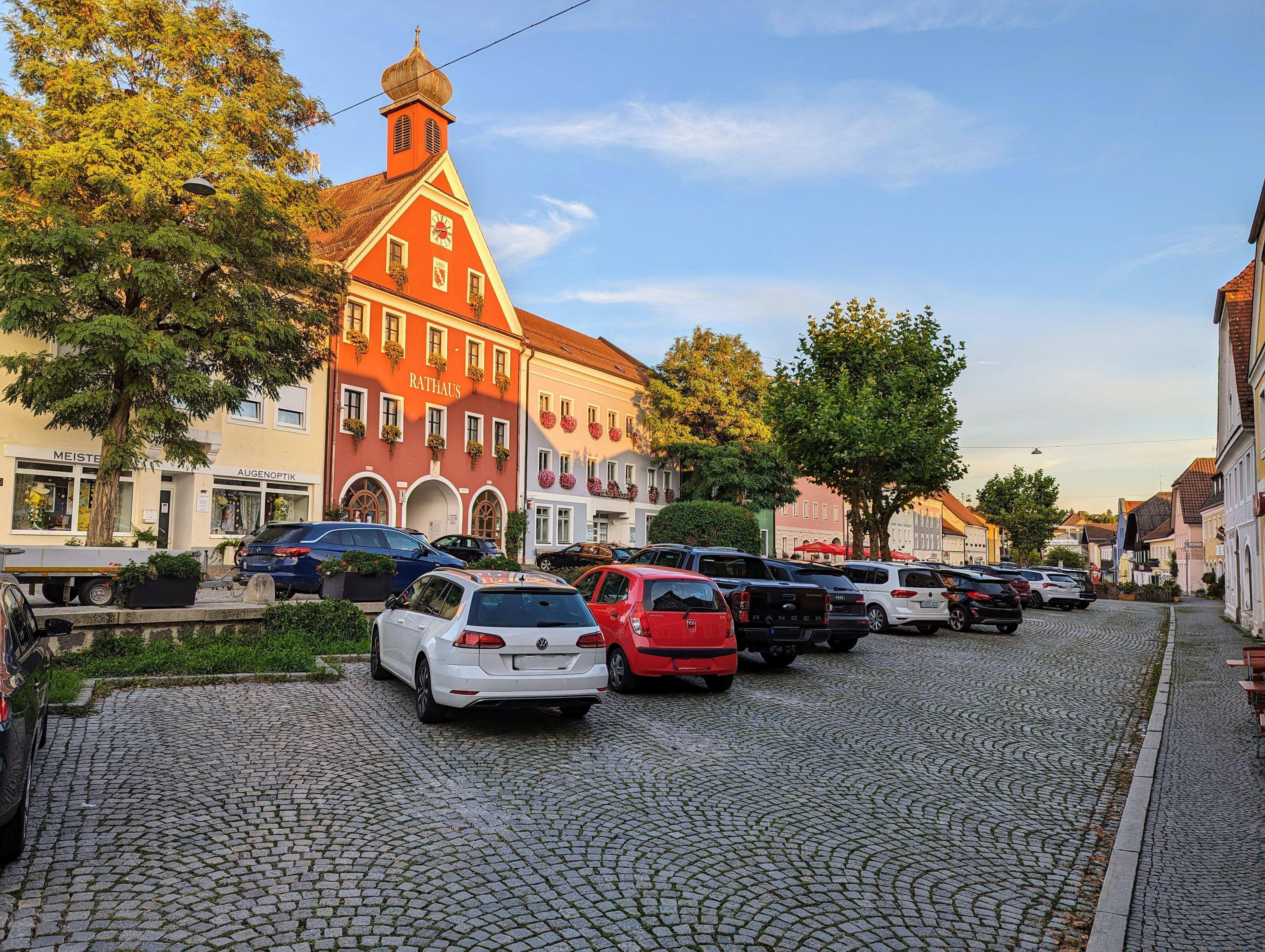
Marktplatz Ortenburg (2023)

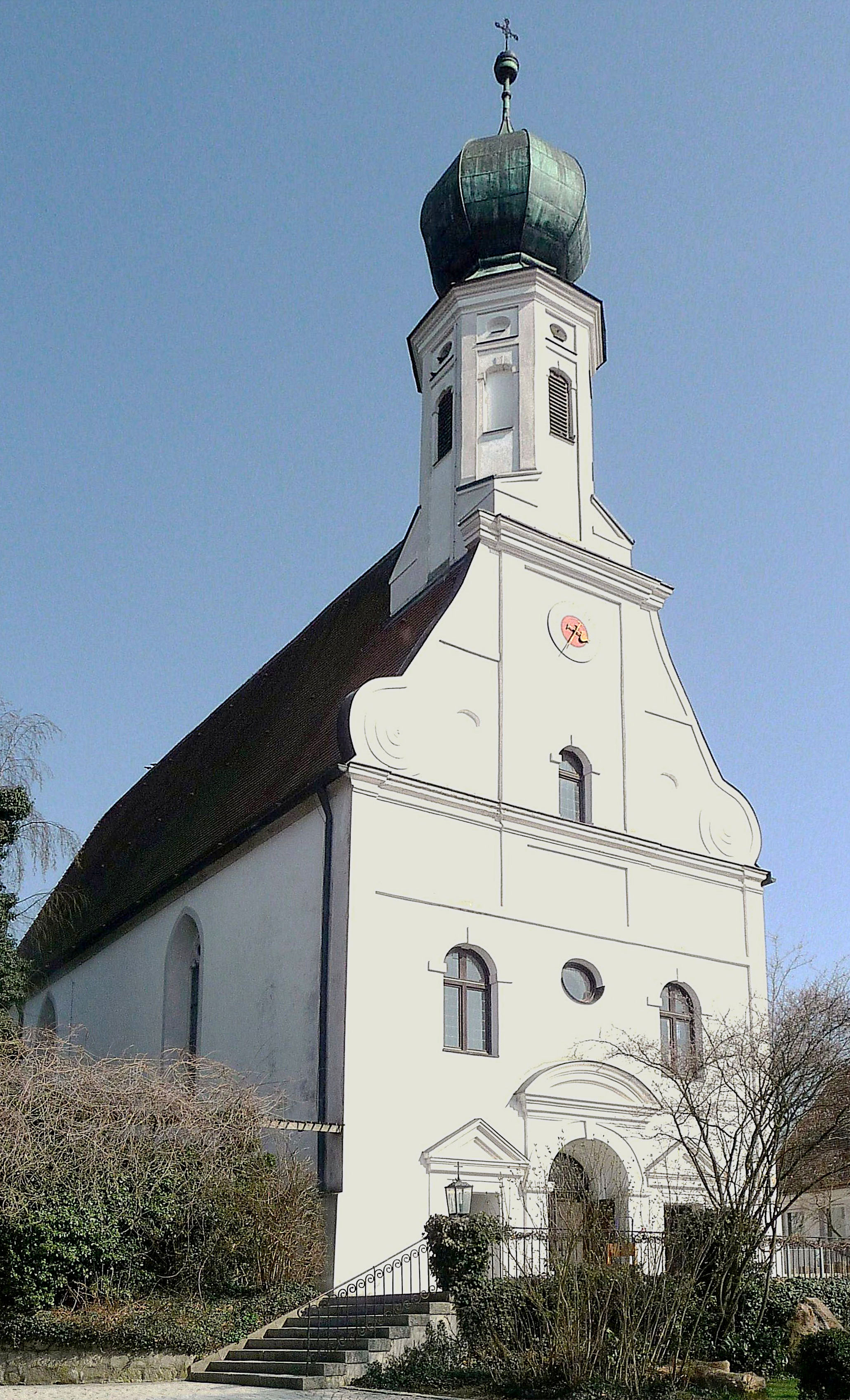
Die evangelische Marktkirche

Ortenburg ist ein Markt im niederbayerischen Landkreis Passau und staatlich anerkannter Erholungsort.

## Geographie

### Geographische Lage
Ortenburg liegt im sogenannten Klosterwinkel sowie im Holzland südlich der Donau und nördlich der Rott in der typischen Unterbayerischen Hügellandschaft. Großteile der Gemeinde befinden sich im Wolfachtal. Ortenburg selbst liegt direkt an der Wolfach, welche bei Vilshofen in die Donau mündet.
Der Markt Ortenburg liegt 20 Kilometer westlich von Passau, zehn Kilometer südlich von Vilshofen an der Donau, zwölf Kilometer nördlich von Bad Griesbach und 20 Kilometer nordwestlich von Pocking.

### Nachbargemeinden
Benachbarte Gemeinden sind Haarbach, Beutelsbach, Vilshofen an der Donau, Fürstenzell, Ruhstorf an der Rott und Bad Griesbach im Rottal. Etwas weiter entfernt liegen die Städte Pocking und Passau.

### Gemeindegliederung

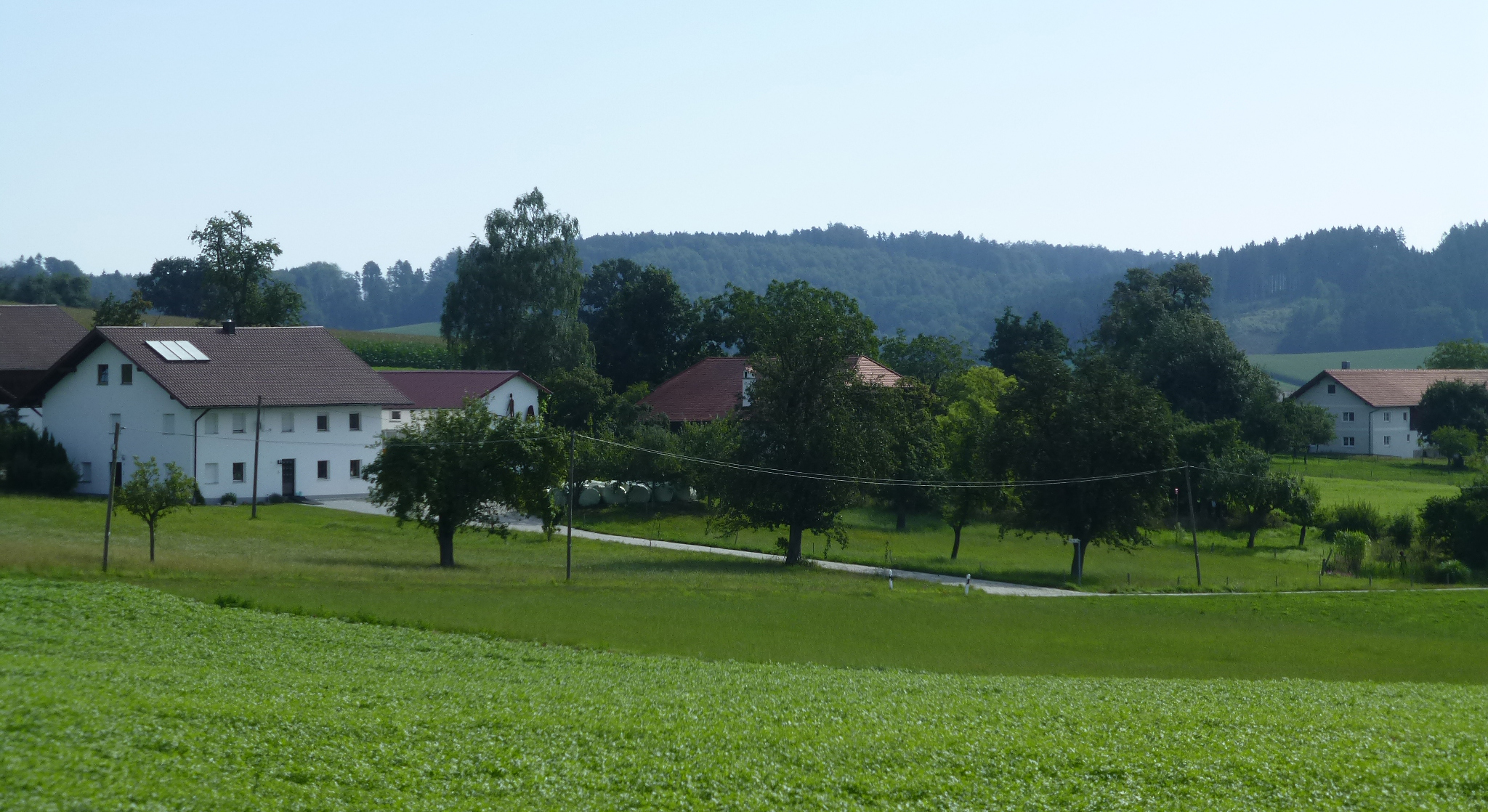
Vorderhainberg

Die Gemeinde Ortenburg hat 112 Gemeindeteile:
- Ackersberg
- Afham
- Aisterham
- Au
- Aunberg
- Bärndobl
- Baumgarten
- Berghof
- Bindering
- Birka
- Blasen
- Blindham
- Breitreut
- Buch
- Buchet
- Butzenberg
- Demmlstadl
- Dobl
- Dorfbach
- Drittenthal
- Elexenbach
- Froschau
- Galla
- Gassenmann
- Gießhübl
- Göbertsham
- Greil
- Hacklmühle
- Hasling
- Heimpering
- Hierling
- Hifering
- Hilking
- Hinding
- Hinterhainberg
- Hinterschloß
- Hochhaus
- Höck
- Höfl
- Holzkirchen
- Hübing
- Irgenöd
- Isarhofen
- Jaging
- Kaiseraign
- Kallöd
- Kaltenöd
- Kamm
- Klugsöd
- Knadlarn
- Kollmann
- Königbach
- Kronöd
- Kronthal
- Kühhügl
- Leingart
- Lengfelden
- Linden
- Lohfeld
- Lughof
- Luisenthal
- Maierhof
- Maiersberg
- Moosham
- Neuhaus
- Neustift
- Nicklgut
- Niederham
- Oberhartdobl
- Oberiglbach
- Oberöd
- Oberoh
- Ortenburg
- Ottenöd
- Parschalling
- Paulberg
- Probstöd[3]
- Rammelsbach
- Rauscheröd
- Röhrn
- Sammarei
- Schalkham
- Schallnöd
- Schlott
- Schmelzöd
- Schöfbach
- Schwaibach
- Schwiewag
- Söldenau
- Spiegel
- Steinbach
- Steinkirchen
- Thal
- Unterhartdobl
- Unteriglbach
- Unteröd
- Unteroh
- Unterthannet
- Urlmanning
- Vorderhainberg
- Vorderschloß
- Wackersberg
- Wappmannsberg
- Weghof
- Weinberg
- Weng
- Weweck
- Wimberg
- Wolfa
- Würding
- Wurmaign
- Zell

## Geschichte

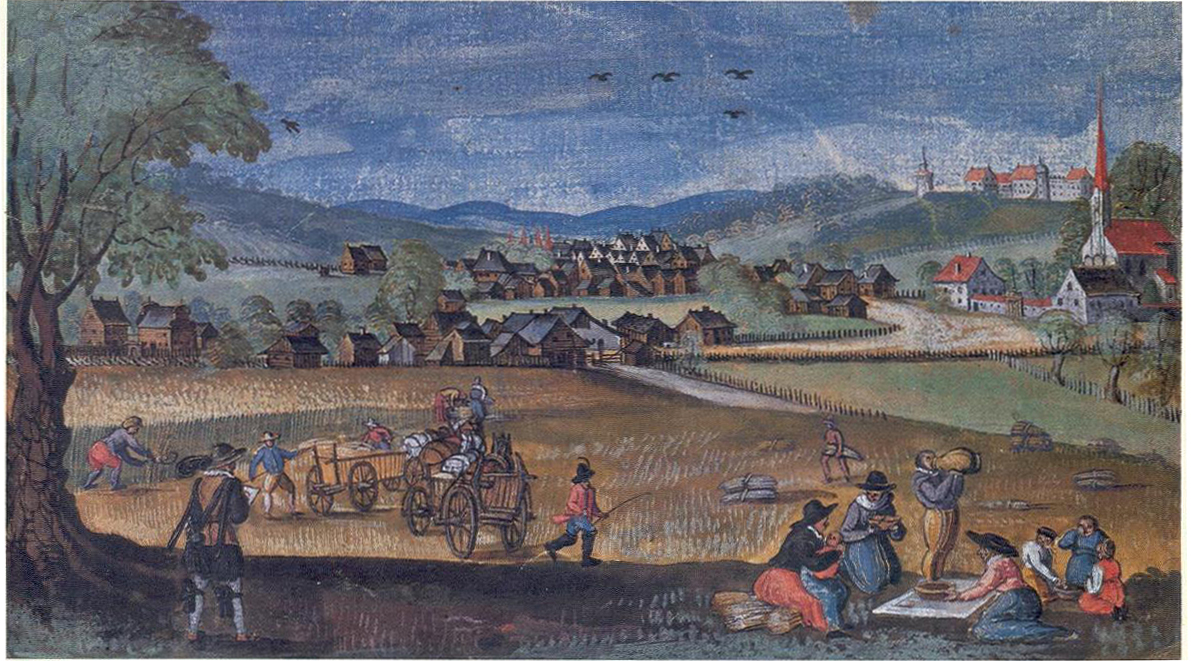
Der Markt Ortenburg um das Jahr 1620 nach einem Aquarell des Malergrafen Friedrich Casimir

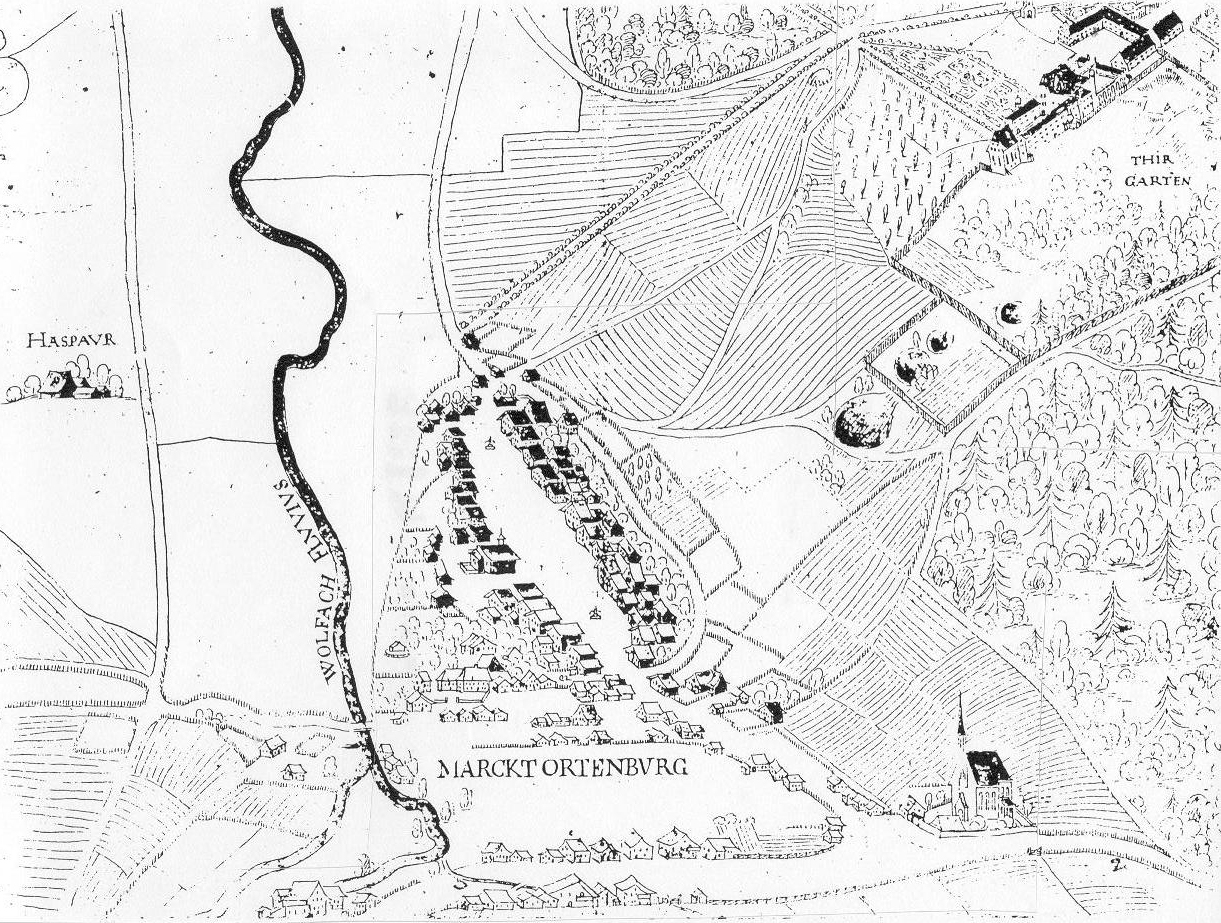
Gezeichnete „Luftaufnahme“ Ortenburgs von Graf Friedrich Casimir um 1625

### Mittelalter
Der im Wolfachtal liegende Markt Ortenburg kann auf eine etwa 900-jährige Geschichte zurückblicken. Etwa 1120 ließen sich die Grafen von Ortenburg nieder. Zur selben Zeit traten die Edelfreien von Kamm auf. Diese zogen im Laufe des 13. Jahrhunderts nach Hals. Die Grafen von Ortenburg, welche dem Hause der Spanheimer entstammen, errichteten hingegen über dem Ort ihre Stammburg, welche später der Mittelpunkt ihrer reichsunmittelbaren Grafschaft Ortenburg wurde.
Die Grafen zählten von jeher zu den angesehensten und mächtigsten Geschlechtern des bayerischen Hochadels, so dass sie an Macht und Besitz mit den Wittelsbachern wetteiferten. Ihre größte Besitzausdehnung erreichten sie im 12. und 13. Jahrhundert, als sich ihre Besitzungen südwärts bis ins Nordtiroler Brixental und nordwärts bis weit in die Oberpfalz erstreckten.
Im 13. und 14. Jahrhundert erschien die Familie der Tuschl aus Söldenau. Sie waren Ministeriale der Grafen von Hals und Ortenburg und stiegen bis in den Rang des Ritters auf. Im 14. Jahrhundert prägten sie den niederbayerischen Raum nachhaltig mit der Errichtung zahlreicher Burgen, wie mit dem Bau ihrer Stammburg Schloss Söldenau durch Schweiker I. Dessen Sohn, Heinrich Tuschl, galt als einer der reichsten Edelmänner seiner Zeit. Literarisch wurde er der Ritter Allein in der gleichnamigen Sage. 1397 erlosch das Geschlecht der Tuschl.

### Frühe Neuzeit
Während der Regentschaft Graf Wolfgangs wurden der Markt und die Burg Ortenburg im Landshuter Erbfolgekrieg im Jahre 1504 geplündert und gebrandschatzt. Zu der Zeit hießen das ansässige Grafengeschlecht und der Ort noch Ortenberg. Im Jahre 1531 benannte der damals regierende Reichsgraf Christoph aufgrund eines Erbstreites seine Grafschaft und den Ort in Ortenburg um. Mit der Namensänderung wollte die gräfliche Familie ihre Erbansprüche auf die Kärntner Grafschaft Ortenburg verdeutlichen. Die Ortenburger Reichsgrafen gewannen diesen Streit jedoch nicht, da keinerlei Verwandtschaftsgrade mit dem ausgestorbenen Adelsgeschlecht vorhanden waren. Die Ortsumbenennung blieb aber bis heute bestehen.
1563 führte Graf Joachim, gestützt auf den Augsburger Religionsfrieden von 1555, in Ortenburg die lutherische Lehre ein. Ortenburg wurde dadurch zu einer evangelischen Enklave im katholischen Umland. 1626, während des Dreißigjährigen Krieges, siedelte Graf Friedrich Casimir Glaubensflüchtlinge aus Österreich rund um Ortenburg an, woraus die Ortsteile Vorder- und Hinterhainberg entstanden.
Durch Gräfin Amalia Regina wurde 1703 die allgemeine Schulpflicht in Ortenburg eingeführt – 99 Jahre vor der Einführung in Bayern.

### Ab dem 19. Jahrhundert
Im Jahr 1805 tauschte Graf Joseph Carl die Reichsgrafschaft Ortenburg und seine bayerischen Besitzungen gegen das ehemalige Klosteramt Tambach. Ortenburg wurde somit bayerisch. Die Grafen leben seit dieser Zeit in Tambach bei Coburg.
Der gräflich-ortenburgische Besitz umfasste zur Zeit des Tausches die dreiviertel Quadratmeilen umfassende Reichsgrafschaft Ortenburg samt sechs Dörfern und ca. 3000 Einwohnern sowie den beiden Schlössern Alt-Ortenburg und Neu-Ortenburg, des Weiteren die bayerischen Besitzungen um die Herrschaft und Schloss Söldenau, Ober- und Unterdorfbach, Hirschbach, Buch und die Herrschaft Neudeck samt Schloss Neudeck. Im Tausch für diese Güter erhielt Joseph Carl die neu geschaffene Reichsgrafschaft mit Sitz auf Schloss Tambach sowie 18 Dörfer mit knapp 3000 Einwohnern und umfangreichem Waldbesitz.
Mit dem bayerischen Gemeindeedikt von 1818 erhielt der Ort die gemeindliche Selbstverwaltung zurück, die ihm beim Übergang an Bayern genommen worden war. Zum Markt Ortenburg gehörten die Teilorte Ortenburg, Hinterschloß und Vorderschloß.
1892 wurde in Ortenburg die katholische Kirche von Johann Baptist Schott in neuromanischem Stil erbaut, 1899 wurde die katholische Expositur Ortenburg zur selbständigen Pfarrei erhoben.
1913–14 wird die Evangelische Haushaltsschule gebaut – heute Evangelische Realschule Ortenburg.
2019 kaufte der Markt das Schloss Ortenburg, dass seit 1971 im Besitz der Familie von Heinrich Orttenburger war.

### Religionen

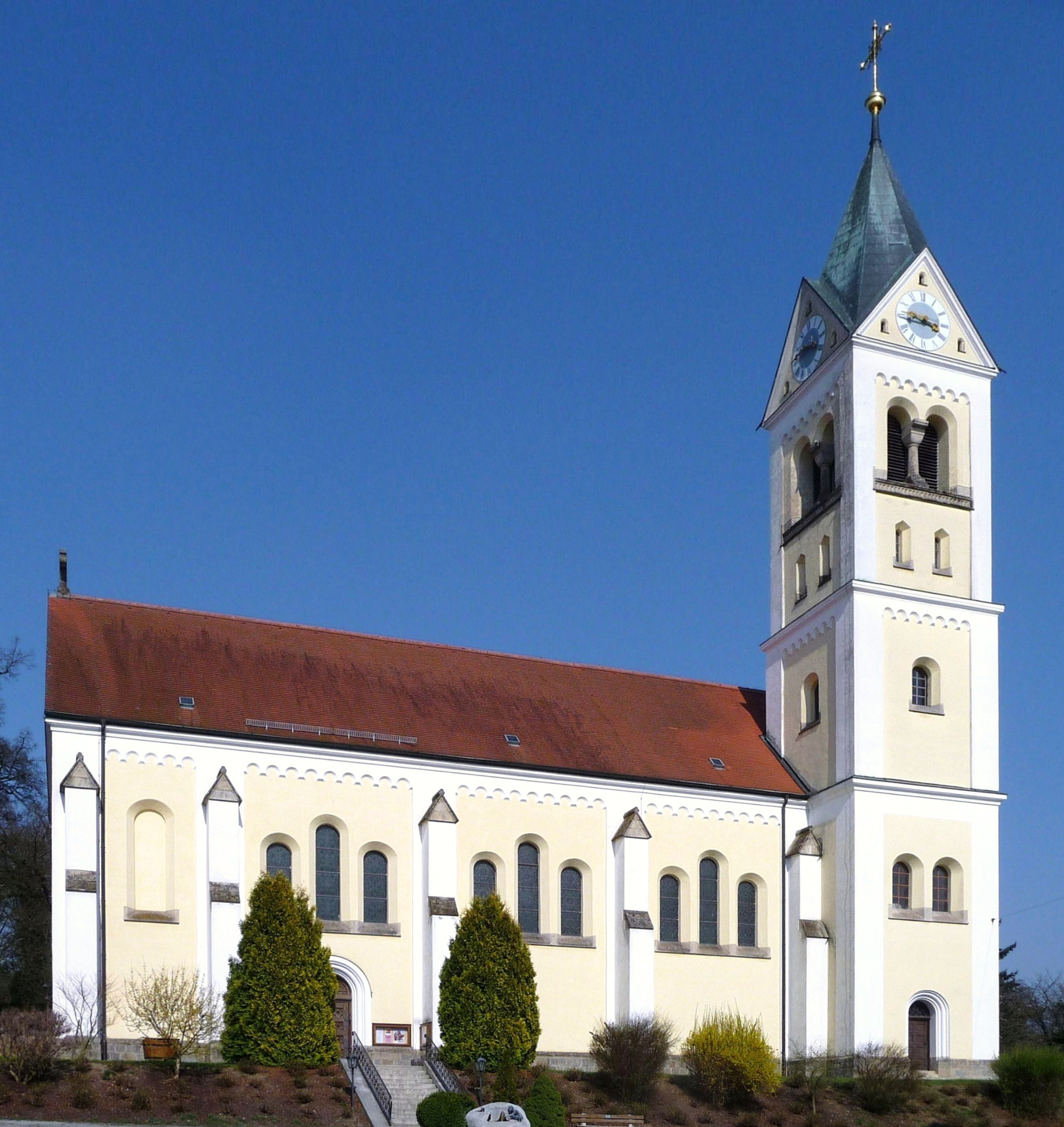
Die katholische Pfarrkirche Maria Himmelfahrt, erbaut 1892 bis 1894

Ortenburg war ursprünglich eine evangelische Enklave im katholischen Umland. Heute existieren folgende Pfarreien im Gemeindegebiet:
- evangelische Pfarrei Ortenburg
- katholische Pfarrei Dorfbach
- katholische Pfarrei Holzkirchen
- katholische Pfarrei Neustift
- katholische Pfarrei Ortenburg
- katholische Pfarrei Sammarei
- katholische Pfarrei Unter-/Oberiglbach

### Eingemeindungen
Im Zuge der Gebietsreform in Bayern wurde am 1. Januar 1972 die Gemeinde Königbach eingegliedert. Am 1. Juli 1972 kam ein Teil der aufgelösten Gemeinde Dorfbach hinzu. Am 1. Mai 1978 wurden die Gemeinde Wolfachau und Teile der aufgelösten Gemeinde Voglarn eingegliedert. Seitdem ist Ortenburg flächenmäßig die drittgrößte Gemeinde im Landkreis Passau.
Am 1. Januar 1982 kamen schließlich noch Gebietsteile der Stadt Griesbach im Rottal mit damals etwa 40 Einwohnern hinzu.

### Demographie
Im Zeitraum 1988 bis 2018 wuchs der Markt von 6558 auf 7405 um 847 Einwohner bzw. um 12,9 %.

## Politik

### Marktgemeinderat
Der Marktgemeinderat setzt sich aufgrund der Wahl vom 15. März 2020 wie folgt zusammen:
|                                                   | Sitze | Stimmenanteil |
| ------------------------------------------------- | ----- | ------------- |
| CSU                                               | 10    | 51,16 %       |
| Überparteiliche Wählergemeinschaft Ortenburg (ÜW) | 5     | 25,44 %       |
| SPD                                               | 3     | 14,91 %       |
| ÖDP/Aktive Bürger                                 | 2     | 8,48 %        |
| Gesamt                                            | 20    | 100,00 %      |

Die Wahlbeteiligung betrug 67,5 %.
Gegenüber der Wahlperiode 2014 bis 2020 verlor die SPD einen Sitz an die ÖDP/Aktive Bürger.

### Bürgermeister
Erster Bürgermeister ist seit der Kommunalwahl 2014 Stefan Lang (CSU), der dem von der ÜW gestellten ersten Bürgermeister Hans Halser sowie Reinhold Hoenicka (CSU) und Fritz Gebessler (CSU) nachfolgt. Stefan Lang wurde mit 66,49 % ins Amt gewählt und bei zwei Mitbewerbern am 15. März 2020 mit 85,9 % der Stimmen für weitere sechs Jahre bestätigt.
Die Stellvertreter sind seit Mai 2020 der 2. Bürgermeister Harald Roitner (CSU) und der 3. Bürgermeister Michael Straubinger (CSU). Ihre Vorgänger in der Amtszeit 2014 bis 2020 waren Ludwig Nothaft (CSU) und Heinrich Stocker (ÜW).

### Verwaltung
Die Gemeindeverwaltung ist aufgeteilt in das Verwaltungsgebäude Unteriglbach und das Rathaus in Ortenburg.

### Wappen
| Wappen von Ortenburg | Blasonierung: „Auf rotem Grund ein schrägrechter silberner Wechselzinnen-Balken.“ |
| Wappen von Ortenburg | Wappenbegründung: Das heutige Wappen der Gemeinde orientiert sich am Familienwappen der ehemals in Ortenburg ansässigen Grafen von Ortenburg. Ein ehemals verwendetes Wappen, welches in der Mitte geteilt war, mit dem Wechselzinnen-Balken in der oberen Hälfte und einer Burg in der unteren, ist heute nicht mehr überliefert. |

### Partnergemeinden
Seit 2010 besteht eine Partnerschaft zur ungarischen Gemeinde Földeák, dies geht auf eine Initiative der örtlichen Volkstanzgruppen von 2002 zurück.

## Kultur und Sehenswürdigkeiten

### Theater
Das Theater Maskara führt die alte Tradition der Commedia dell’arte fort und erzählt Märchen für Jung und Alt.

### Bauwerke

#### Schloss Ortenburg

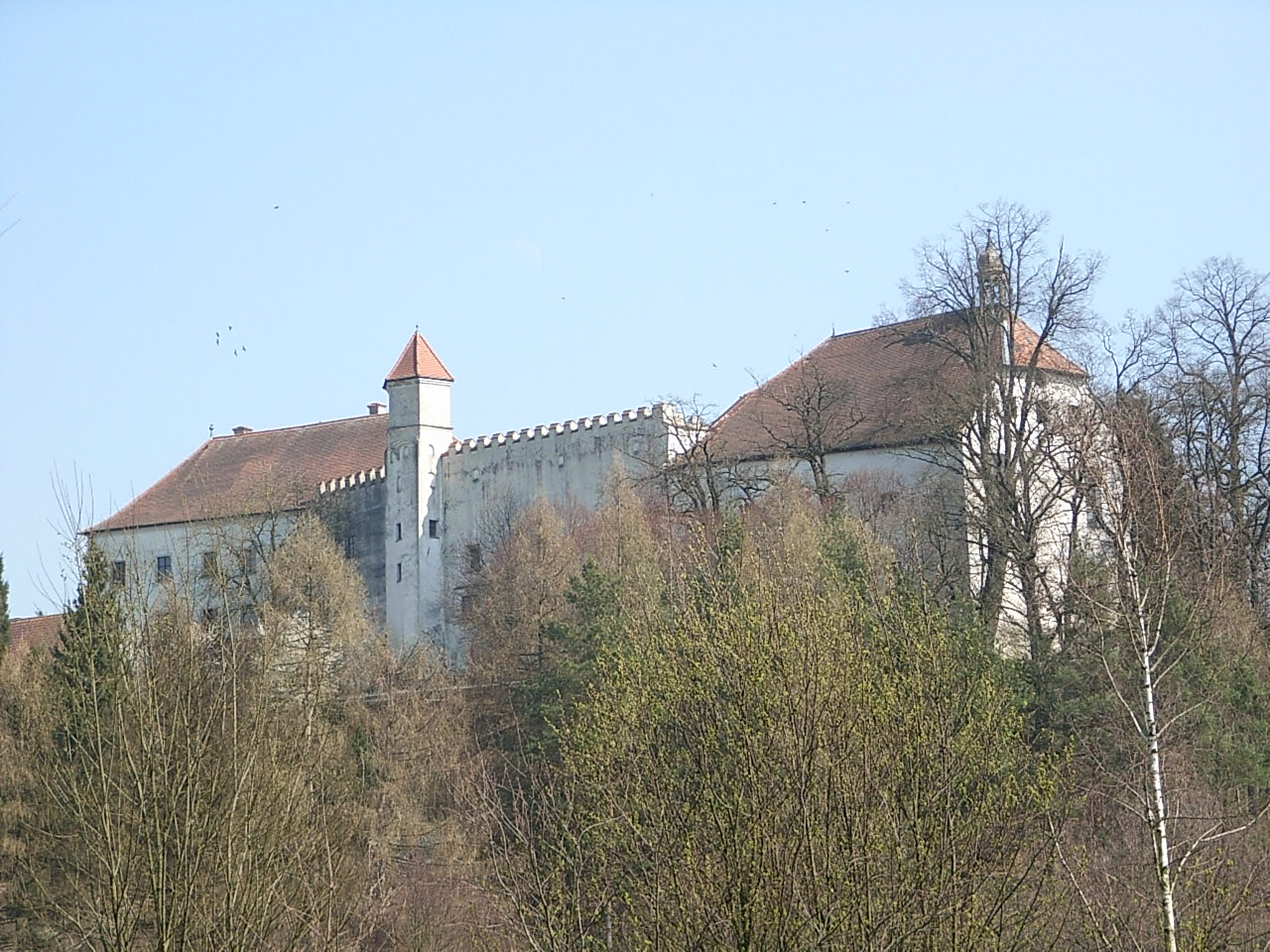
Schloss Ortenburg

Rapoto I., regierender Graf von etwa 1120–1186, ließ um das Jahr 1120 die Ortenburg erbauen, diese wurde aber im Jahr 1192 von Herzog Leopold von Österreich abgebrannt. Im Landshuter Erbfolgekrieg wurde die Burg Ortenburg 1504 erneut zerstört. Der Wiederaufbau erfolgte aber erst in den Jahren 1562 bis 1567 durch Graf Joachim. Von 1972 bis einschließlich 2018 war Schloss Ortenburg in Privatbesitz. Das Schloss wurde von 1972 bis 1991, das im Besitz der Familie von Heinrich Orttenburger war, aufwendig restauriert und beherbergt nun ein Schlossmuseum mit prunkvollem Renaissance-Innenhof mit Arkaden und der berühmten Renaissance-Holzkassettendecke in der Schlosskapelle. Seit 2019 ist der Markt Ortenburg Eigentümer des Schlosses.
Ursprünglich gab es in Ortenburg noch eine zweite Burg. Diese beiden Burgen gaben den Gemeindeteilen Hinterschloß und Vorderschloß den Namen. Die heutige zu besichtigende Burg ist das ältere Schloss der beiden und wurde damals Alt-Ortenburg genannt. Schloss Neu-Ortenburg im Ortsteil Hinterschloß wurde während der Napoleonischen Kriege von französischen Truppen zerschossen und die Ruine Ende des 19. Jahrhunderts vollständig abgetragen. Erhalten blieb jedoch unter den Grundmauern ein weit verzweigtes Tunnelsystem, welches unter dem sogenannten „Trompetergraben“ durchführt und beide Burgen miteinander verband und noch bis in die 1960er Jahre als Abkürzung bzw. während der Weltkriege als Versteck und Fluchttunnel genutzt wurde. Mitte der 1970er Jahre wurden die Haupteingänge jedoch verschüttet und für unbenutzbar erklärt.
Im Jahre 2004 wurde im heutigen Wildpark neben dem Schloss, dem ehemaligen Schlosspark, durch eine Grabung ein „abschlagbares Pomeranzenhaus“ entdeckt. Es gehört zum seltenen Gardasee-Typus, dessen Existenz in Deutschland hier erstmals belegt wurde. Es soll nun eine Dauerausstellung über das Pomeranzenhaus und die Gartenkunst im Passauer Land eingerichtet werden. Die Rekonstruktion des Pomeranzenhauses ist geplant.

#### Marktkirche
Die evangelische Marktkirche prägt von Süden her kommend bereits von Weitem das Bild des Ortes. Die Kirche gehört aufgrund ihrer eng mit der ehemaligen Reichsgrafschaft verbundenen Geschichte zu den kulturhistorisch bedeutendsten Gebäude des Ortes. Einst war sie eine ehemalige Wallfahrtskapelle Zu unseren Lieben Frauen vor dem Markt. Nach der Bestätigung der Reichsunmittelbarkeit der Grafschaft im Jahre 1573 begann die große Umgestaltung der Kirche, wodurch sie zur evangelisch-lutherischen Pfarrkirche wurde. Zwischen 1703 und 1706 erhielt sie schließlich ihre heutige Gestalt. Die Kirche ist für ihre zahlreichen prunkvollen Grabdenkmäler der ehemals ansässigen Grafen bekannt.

#### St. Laurentius

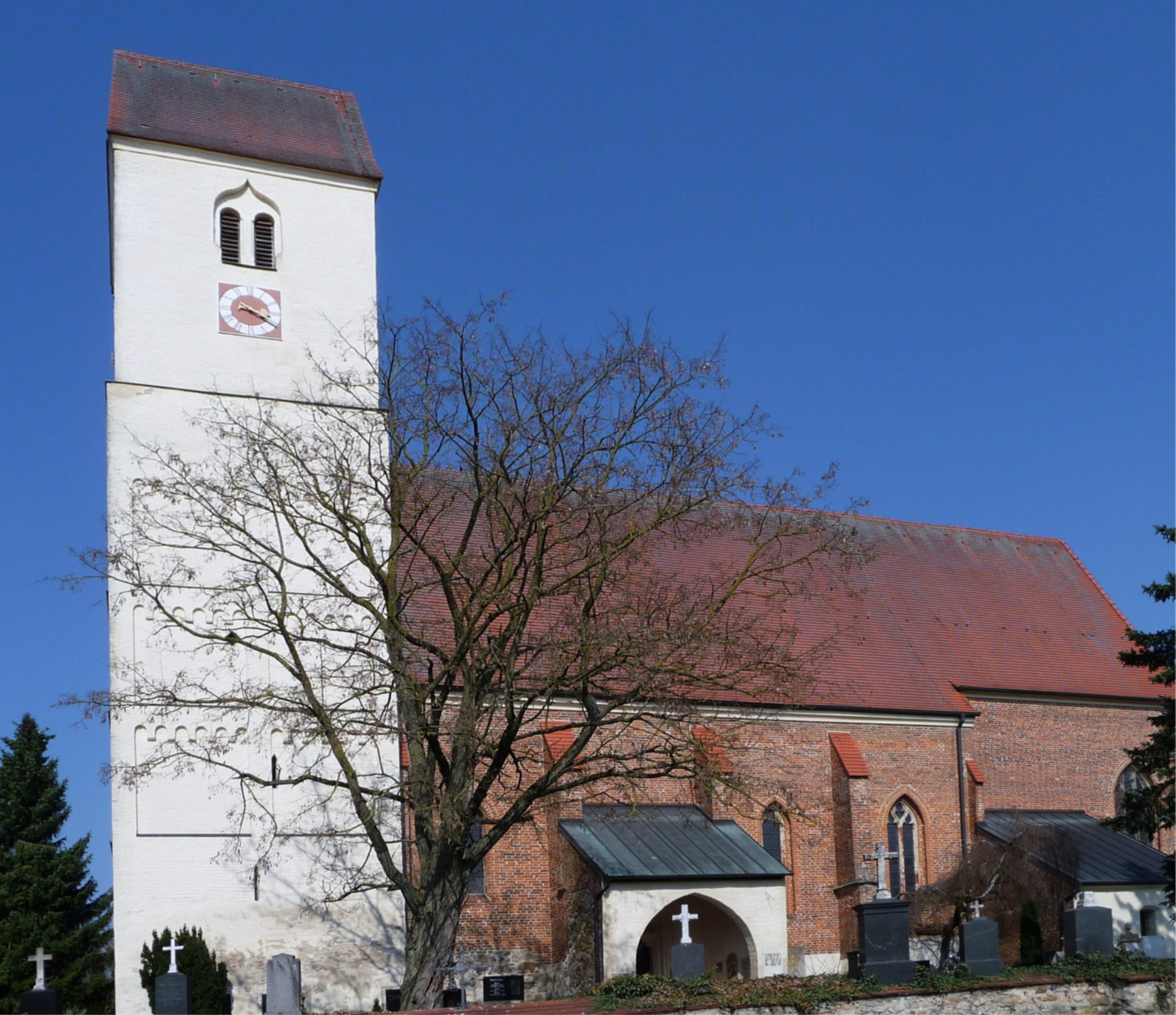
Die evangelische St.-Laurentius-Kirche

Die evangelische Kirche St. Laurentius im Gemeindeteil Steinkirchen gilt als eine der ältesten Kirchen im Wolfachtal. Sie ist durch ihren Beinamen Steinkirchen auch Namensgebend für den Ort. Bis zur Reformation in Ortenburg war sie eine der größten katholischen Pfarrkirchen des Passauer Raumes. Seit der Reformation wird sie als Friedhofskirche verwendet. Die Kirche gilt als kunsthistorisches Kleinod dank ihrer zahlreichen Grabdenkmälern und ihrem historischen Friedhof.

#### Konfirmanden-Haus
Das Konfirmanden-Haus gehört zu den Wahrzeichen Ortenburgs. Nähert man sich dem Ort aus Richtung Süden, kann man schon sehr früh den imposanten roten dreigeschossigen Ziegelbau aus dem 19. Jahrhundert erkennen.
Seit 1892 wurden dort evangelische Kinder aus der Diaspora Niederbayerns und der Oberpfalz auf die Konfirmation vorbereitet.
Heute ist das Konfirmanden-Haus eines der beiden modernen Internatsgebäude, die zur Evangelischen Realschule Ortenburg gehören.

#### Wallfahrtskirche
Im Gemeindeteil Sammarei steht eine bedeutende Wallfahrtskirche.

### Sport
Ortenburg bietet viele Möglichkeiten für sportliche Aktivitäten, wie zum Beispiel das Freibad, mehrere Tennisplätze und eine Minigolfanlage in Unteriglbach sowie diverse Fußballplätze innerhalb der Gemeinde. Diverse Vereine für Eisstockschießen, Schach, Fußball, Fechten, Leichtathletik und Turnen runden das reichhaltige Angebot ab. Des Weiteren stehen auch Rad- und Wanderwege zur Verfügung.

### Regelmäßige Veranstaltungen

#### Ritterspiele
Im zweijährigen Rhythmus finden die Ortenburger Ritterspiele statt.
Zu sehen sind zum Beispiel:
- ein mittelalterlicher Markt
- der prunkvolle Einzug des Herzogs mit Gemahlin und großem höfischen Gefolge mit über 200 Mitwirkenden
- mittelalterliche Turnierspiele „Die Ritter von Camelot“

#### Ortenburger Schlosskultur
Die Ortenburger Schlosskultur ist eine Veranstaltungsreihe, deren Angebote ein breites Spektrum über Konzerte, Vorträge und Ausstellungen bietet. Zusammengestellt wird dies vom Förderkreis Bereich Schloss Ortenburg.

#### Ortenburger Volksfest
Das Ortenburger Volksfest Anfang August zählt zu den größten Festen des Landkreises.

### Parks
Seit Jahrzehnten bietet Ortenburg mit dem Vogelpark Irgenöd und dem Wildpark Ortenburg ein Ausflugsziel für Touristen und Einheimische. Beide sind vom 1. April bis 31. Oktober für Besucher geöffnet (der Wildpark nur bei gutem Wetter auch an Wochenenden im Winter).
2017 eröffnete der Generationenpark. Dieser verfügt über einen Spielplatz, Trainingsgeräte, Tischtennisplatten und Grünflächen.

## Wirtschaft und Infrastruktur

### Wirtschaft
Der Markt ist geprägt von vielschichtiger mittelständischer Wirtschaft mit zahlreichen, international erfolgreichen Firmen. Am Ort gibt es 2231 sozialversicherungspflichtige Arbeitsplätze (Stand 30. Juni 2017).
Ansässige Unternehmen:
- Bausysteme Greisel
- Timberson
- Micro Epsilon GmbH
- Niederbayerische Schotterwerke
- R. Scheuchl GmbH
- Millennium Visions GmbH Dekoration und Feuerwerke
- Sonnleitner Holzbauwerke GmbH & Co. KG
- Stannecker GmbH
- EYM Productions Musik- und Werbeproduktion
- Eisen Schobesberger KG Betonstahl - Biegerei / Eisen und Stahl

### Verkehr
Über die 15 km entfernte Anschlussstelle Passau-Mitte besteht Anschluss an die Bundesautobahn 3. Die Bundesstraße 8 ist über das 10 km entfernte Vilshofen zu erreichen.
Öffentliche Busverbindungen bestehen unter anderem zu den Bahnhöfen nach Vilshofen und Passau. Das Fahrplanangebot richtet sich hauptsächlich an Schüler und Berufstätige. Es besteht nur werktags tagsüber unregelmäßig und endet bereits am frühen Abend.
Die 1908 eröffnete Eisenbahnstrecke Vilshofen–Ortenburg wurde 1962 zum Teil stillgelegt. Auf Teilen des Bahndammes wurde 2002 ein Radweg von Ortenburg nach Maierhof errichtet, welcher 2010 bis nach Vilshofen weitergeführt wurde. Für den Güterverkehr ist die Bahnstrecke bis Maierhof weiterhin in Betrieb.

#### Bibelschmugglerpfade
Auf geheimen Pfaden (Bibelschmugglerpfade) wurden einst lutherische Bibeln über Ortenburg in die Donaumonarchie geschmuggelt. Die Uracher Bibelanstalt druckte von 1561 bis 1565 mehr als 30.000 Exemplare. Alle gelangten auf geheimen Wegen zu ihren Lesern. Zwischenstation eines Zweiges für den Schmuggel von Bibeln, Gesangs- und Gebetsbüchern war die Grafschaft Ortenburg in Niederbayern. In diese evangelische Enklave reisten die österreichischen Protestanten heimlich, oft getarnt als Pilger zum Wallfahrtsort Altötting. Wurden Geheimprotestanten erwischt und schworen der lutherischen Lehre nicht ab, drohten schwere Strafen.

### Medien
Die lokale Zeitung ist der Vilshofener Anzeiger, welcher ein Kopfblatt der Passauer Neuen Presse ist.

### Öffentliche Einrichtungen
Es gibt einige öffentliche Einrichtungen in der Gemeinde. Die Verwaltung für die Bürger der Gemeinde ist im ausgelagerten Verwaltungsgebäude im Gemeindeteil Unteriglbach zu finden. Im historischen Rathaus im Zentrum Ortenburgs ist die Touristeninformation sowie die Gemeindebücherei untergebracht. Weiters gibt es im Gemeindegebiet zehn Freiwillige Feuerwehren. Das Bayerische Rote Kreuz ist mit einer Rotkreuzbereitschaft, einer Wasserwacht-Ortsgruppe und einer Sozialstation vertreten. In der Fürstenzeller Straße befindet sich mit dem 2005 errichteten Inge-Gabert-Haus das neue Seniorenzentrum.

### Bildung
Der Markt Ortenburg besitzt drei Kindertageseinrichtungen im Gemeindegebiet, einen evangelischen und einen katholischen im Ort selbst sowie einen katholischen in Neustift. Betreut wurden 2017 insgesamt 224 Kinder, darunter 33 unter drei Jahren. Darüber hinaus gibt es eine Grund- und Mittelschule mit Ganztagsbetreuung in Ortenburg, eine Grundschule in Neustift, die Evangelische Realschule Ortenburg mit Internat und die Columba-Neef-Realschule in Neustift. Des Weiteren bietet die Volkshochschule Ortenburg Fortbildungen für Erwachsene an.

## Persönlichkeiten

### Söhne und Töchter der Marktgemeinde
- Hans Bauer (1874–1944), deutscher Konsumvereinsfunktionär und Politiker der Sozialdemokratischen Partei Deutschlands
- Bert Cöll (* 1948), Schauspieler und Synchronsprecher
- Heinrich Deubel (1890–1962), SS-Oberführer und Lagerkommandant der Konzentrationslager Dachau und Columbia-Haus
- Adolf Dinglreiter (1935–2024), Politiker; im Ortsteil Hinding geboren
- August Gebeßler (1929–2008), Kunsthistoriker, Präsident des Landesdenkmalamtes Baden-Württemberg und Vorsitzender der Vereinigung der Landesdenkmalpfleger
- Alfons Gerstl (1920–2011), Politiker, Bürgermeister in Vilshofen; im Ortsteil Unteriglbach geboren
- Thomas Aquinas Graf (1902–1941), Benediktinermönch und Abt von Schweiklberg
- Jakob Koch (1744–1822), evangelischer Pfarrer, Begründer der Pfarrerdynastie Koch
- Hans Georg Koller (1665–1742), gräflicher Hofschreiner, Kunstschreiner und Baumeister
- Gottlieb Matthias Lippart (1866–1930), deutscher Maschinenbauingenieur und Industrieller
- Sebastian Carl Christoph Reinhardt (1738–1827)[14], Künstler
- Hans Joachim Schellnhuber (* 1950), Klimaforscher
- Hans Schellnhuber (1887–1968), Verwalter des Schlosses Ortenburg, Heimatforscher
- Johann Esaias von Seidel (1758–1827), bayerischer Buchdrucker und Verleger
- Karl Wißpeintner (* 1946), Unternehmer und Politiker
- Georg Wonna (1637–1708), lutherischer Theologe, Gymnasialprofessor in Regensburg, 1685 bis 1708 Superintendent und Scholarch in Regensburg

### Personen, die im Ort gewirkt haben
- Centa Bré (1870–1958), Schauspielerin
- Paul von Köberle (1866–1948), bayerischer Generalleutnant, lebte in Rammelsbach
- Friedrich Casimir von Ortenburg (1591–1658), Künstler und Regierender Graf von Ortenburg von 1624 bis 1658, ermöglichte es 1624 zahlreichen Flüchtlingen eine neue Bleibe zu finden.
- Joachim von Ortenburg (1530–1600), Regierender Graf von Ortenburg von 1551 bis 1600, führte 1563 die Reformation in Ortenburg ein.
- Hans Pötzlinger (um 1535–1603), Bildhauer der Renaissance, hatte während seiner langjährigen Arbeiten für Graf Joachim seinen Wohnsitz in Ortenburg
- Heinrich Tuschl von Söldenau († 1376), Sagengestalt Ritter Allein
- Schweiker I. Tuschl von Söldenau († 1347), Viztum an der Rott

## Sonstiges
In Ortenburg fanden Außenaufnahmen zur Fernsehserie Forsthaus Falkenau für den erfundenen Ort Küblach statt.